# Цебрій Ірина Василівна
Цебрій Ірина Василівна (* 2 липня 1958, Полтава) — український педагог, музикант, доктор педагогічних наук (2013), професор.

## Біографія
Народилася 2 липня 1958 р. в сім'ї вчителів, професійних музикантів, Галини та Василя Опенька. У 1977 р. закінчила Полтавське музичне училище імені М. В. Лисенка по класу спеціального фортепіано, у 1990 р. історичний факультет Полтавського державного педагогічного інституту імені В. Г. Короленка з диgломом з відзнакою. Із 1977 р. по 2002 р. працювала викладачем по класу спеціального фортепіано в Дитячій музичній школі № 3 імені Бориса Гмирі м. Полтави, з 2002 р. — викладачем кафедри всесвітньої історії Полтавського державного педагогічного університету імені В. Г. Короленка, спочатку за сумісництвом. 21 жовтня 2002 р. захистила кандидатську дисертацію «Дидактичні засади використання музичного мистецтва у підготовці майбутніх учителів історії» у спеціалізованій вченій раді Інституту педагогіки і психології професійної освіти АПН України зі спеціальності — 13.00.04. — теорія і методика професійної освіти. У 2002–2004 рр. працювала на посаді доцента кафедри менеджменту освіти Полтавського обласного інституту післядипломної педагогічної освіти імені М. В. Остроградського. Із 2004 р. працювала на кафедрі всесвітньої історії та методики викладання історії Полтавського національного педагогічного університету імені В. Г. Короленка, спочатку на посаді старшого викладача (2004–2005),  доцента (з 2005 року, а потім професора (з 2014 року). Викладала такі дисципліни: історія Стародавнього Сходу, типологія та динаміка людських цивілізацій, особливості історичної еволюції держави та суспільства слов'ян.
Із 2020 року працює в Державному закладі "Луганський національний університет імені Тараса Шевченка" на посаді професора кафедри музичного мистецтва та хореогафії". Викладає такі дисципліни: "Соціокультурні традиції народів світу", "Ідейно-художні напрями в мистецтві Середньовччя та Просвітництва", "Основи акторської майстерності", "Методологія наукових досліджень у галузі хореографії", "Основи науково-дослідної роботи"
Має двох доньок — Ольгу та Надію.

## Мистецька робота

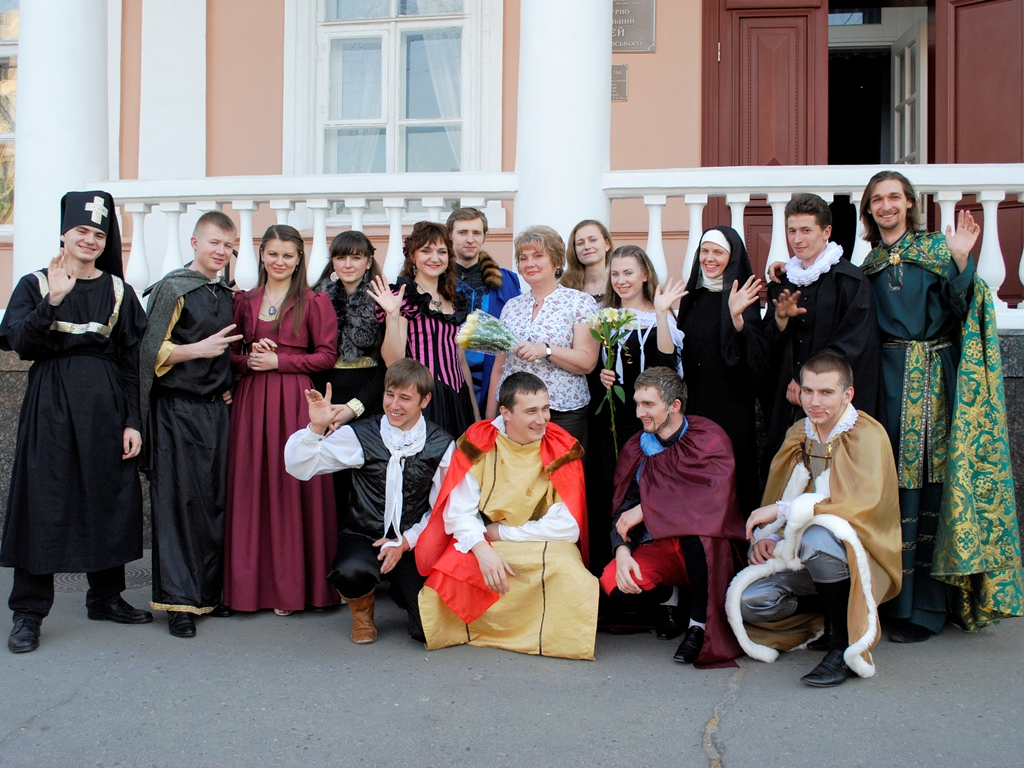
Разом із театром «Фабула», 2012

У 1988 році з числа студентів історичного факультету створила камерний вокальний ансамбль «Тисяча років музики », який існує і по сьогоднішній день. До репертуару ансамблю входять твори української, російської та західноєвропейської духовної класики. Із 2008 року ансамбль «Тисяча років музики» має звання народного колективу. Камерний вокальний ансамбль «Тисяча років музики» відомий в Україні своїми здобутками.
У 2006 році на історичному факультеті Полтавського педагогічного університету створила театр «Фабула» з метою відродження традицій середньовічного шкільного театру та просвітницької діяльності. Театр знайомить студентів істориків із різними епохами засобами виразності драматичних творів.

## Наукова робота
17 травня 2013 року захистила докторську дисертацію «Духовно-моральна парадигма в спадщині ранньохристиянських педагогів середньовічної Європи» у спеціалізованій вченій раді Державного закладу «Луганський національний університет імені Тараса Шевченка» за спеціальністю 13.00.01 — загальна педагогіка та історія педагогіки
За дванадцять років роботи на кафедрі всесвітньої історії та методики викладання історії керувала 37-ма магістерськими роботами, з яких найкращими були «Людина і світ у творчій спадщині Ісидора Севільського» О. М. Шабалтія, «Американське суспільство середини ХХ століття за документальною белетристикою Трумена Капоте» О. Й. Теслевича.
До науково-педагогічної школи проф. Цебрій І.В. входять здобутки її колишніх аспірантів, а тепер - кандидатів педагогічних наук В. Г. Мірошниченка («Монастирське виховання чернецтва IV-VI століть у вітчизняній гуманітарній думці (середина ХІХ — ХХ століття) та Н. М.  Ващенко („Творча спадщина  О. П. Мишуги (1853-1922 рр.) та її значення для української мистецької педагогіки“); М.О. Лебединської ("Візантійські традиції музичного виховання в церковній обрядовості Київської Русі") та М.Г. Сайбекова ("Освітні ідеї та християнське виховання в творчій спадщині Ісидора Севільського"), Л.М. Яременка ("Педагогічна спадщина Антоніо Сальєрі в контексті становлення європейської мистецької освіти (кінець XVIII – перша половина XIX ст.)", Л.М.Сокіл  «Розвиток народної хореографічної сценографії в закладах позашкільної освіти України (кінець ХХ – поч. ХХІ ст.»
Має понад 200 публікацій з історії та історії педагогіки, серед яких:
- Цебрій І. В. Теорія і практика гармонійного поєднання музичного мистецтва і історичної науки в навчально-виховному процесі // Педагогічні науки: Збірник наукових праць. — Полтава: ПДПУ. — 2001. — Випуск 6. — С. 52-60. — 0,4 авт. арк.
- Цебрій І. В. Музика як засіб психотерапевтичного впливу на особистість // Постметодика. — 2002. — № 4. — С. 34-35. — 0,3 авт. арк.
- Цебрій І. В. Дидактичні засади використання музичного мистецтва на уроках стародавньої історії // Імідж сучасного педагога. — 2002. — № 3. — С. 37-39. — 0,3 авт арк.
- Цебрій І. В. Зміст художньо-естетичного виховання у стародавньому Римі // Наукові записки психолого-педагогічного факультету: Збірник наукових праць. — Полтава: ПДПІ. — 1998. — С. 392–396. — 0,3 авт. арк.
- Цебрій І. В. Музичне мистецтво як засіб гармонізації процесу викладання історичних тем // Теорія і практика сучасного естетичного виховання у контексті педагогічної спадщини Василя Сухомлинського: Збірник наукових праць. — Полтава: ПДПІ. — 1999. — С. 305–309. — 0,25 авт. арк.
- Цебрій І. В. Теорія і практика використання музичного мистецтва при вивченні історичного матеріалу // Професійно-педагогічна підготовка вчителя підготовчих класів: Збірник доповідей Всеукраїнської науково-практичної конференції. — Полтава: ПДПІ. — 2000. — С. 229–231. — 0,2 авт. арк.
- Цебрій І. В. Актуальність персоналізації історичного процесу в умовах реформування вищої школи // Актуалізація ідей антропоцентризму в умовах реформування загальноосвітньої і вищої школи: Збірник матеріалів Всеукраїнської науково-практичної конференції. — Полтава: ПДПУ. — 2001. — С. 168–172. — 0,4 авт. арк.
- Цебрій І. В. Формування творчої особистості учителя початкових класів засобами історії музики // Актуальні проблеми формування творчої особистості вчителя початкових класів: Збірник матеріалів другої Всеукраїнської науково-практичної конференції. — Вінниця: ВДПУ. — 2001. — С. 222–224. — 0,2 авт. арк.
- Цебрій І. В. Стародавня та середньовічна музично-історичні епохи: Індивідуальний навчальний план. Головні завдання спецкурсу. Програма для педагогічних вузів / Укл. І. В. Цебрій. — Полтава, 1999. — 24 с. — 1,0 авт. арк.
- Цебрій І. В. Історія музики від найстародавніших часів і до середини XVIII століття: — Посібник для учнів 7-9 класів. — Полтава: Хорс, 2002. — Частини І-ІІ. — 34 с. — 1,5 авт.арк.
- Цебрій І. До витоків формування інтелектуальної висококультурної особистості (2005)
- Цебрій І. Освіта в контексті соціокультурного простору Середньовіччя: посібник для вчителів історії та зарубіжної літератури (2007)
- Цебрій І. Ідейно-художні напрями в культурному житті країн Західної Європи в добу Середньовіччя: навчальний посібник для студентів історичних факультетів і вчителів історії (2008)
- Цебрій І. Романський художній стиль у мистецтві середньовічного Заходу: посібник для студентів вищих навчальних закладів (2010)
- Цебрій І. Монографія „Духовно-моральна парадигма в творчій спадщині ранньохристиянських наставників середньовічної Європи“ (2011)
- Цебрій І. Крізь темінь віків: педагогічні ідеї наставників раннього Середньовіччя» (2012)
- Цебрій І. Героїчне Середньовіччя в театральних образах: посібник для студентів вищих навчальних закладів / [редагування драматичних творів та авторських коментарів до них І.B. Цебрій]. – Полтава: ПНПУ, 2014. –У 2-х книгах – .–

Книга 1. Методологічні засади театрального мистецтва в педагогічному навчальному закладі. – 71 с.
- Цебрій І. «Подорож історичними містами Ізраїльсько-Юдейського царства»(2008)
- Цебрій І. «Окремі сторінки з історії XVIII династії фараонів»(2008),
- Цебрій І. «Технології єгипетського будівництва: подорож до епіцентру полеміки» (2009)
- Цебрій І. Давньоєгипетська цивілізація в контексті наукової думки ХХІ століття: посібник для студентів історичних факультетів і вчителів історії. − Полтава: ПНПУ, 2014. − 136 с.
- Цебрій І. Исторические образы правителей в мировой драматургии / І.В. Цебрій. − Полтава : вид-во “Формат+”, 2014. – 222 с.
- Цебрій І. Уніфікація освіти та музична реформа в педагогічній діяльності папи Григорія І Великого / І.В. Цебрій // Естетика і етика педагогічної взаємодії : збірник наукових праць Інституту педагогічної освіти та освіти дорослих НАПН України. – 2014. − Вип. 5 – С. 115-125.
- Цебрій І. Виховання у стародавній Бактрії: історіографія та перспективні напрями вивчення проблеми / І.В. Цебрій // Педагогічні науки: Збірник наукових праць. − Випуск 3. − Полтава, 2014. — С. 84-90.
- Tsebriy Iryna. Ancient Egypt in historical parallels / Iryna Tsebriy // Egypt: politics, culture, religion, and education. − Cairo. – 2014. − № 4 (56). −  Р. 15-21.
- Tsebriy Iryna. Фивы. Thebes: a new view of the ancient East history teacher after a stay in city of the Pharaons / Iryna Tsebriy // Egypt: politics, culture, religion, and education. − Cairo. – 2014. − № 1 (53). −  Р. 14-18.
- Tsebriy Iryna. Dubai: history, cultural values and perspectives / Iryna Tsebriy // Education in Dubai, ― №8 (118 ). – 2014. −  Р.16-19.
- Цебрій І. Використання сучасних зарубіжних технологій на заняттях з історії Стародавнього Сходу / І.В. Цебрій // Проблеми сучасної педагогічної освіти : збірник наукових праць РВНЗ “Кримський гуманітарний університет”. – . 2014. – Вип. 42. – Ч. 5. – С. – 170-175.
- Цебрій І.  Значення музичного мистецтва й музичної освіти в житті суспільства Стародавього Єгипту/ І.В. Цебрій // Естетика і етика педагогічної взаємодії : збірник наукових праць Інституту педагогічної освіти та освіти дорослих НАПН України. – 2014. − Вип. 7. – С. 45-52.
- Цебрій І. Культурно-педагогічний розвиток півдня України в першій половині ХХ століття/ І.В. Цебрій // Компетентісний підхід в освіті : [Збірник статей міжнародної науково-практичної конференції]. – Херсон: ХДМА. – 2014. – С. 89-97.
- Цебрій І. Постаті християнських діячів раннього Середньовіччя в історіографічному огляді філософської літератури // Філософські обрії: науково-теоретичний журнал Інституту філософії імені Г.С. Сковороди НАН України та Полтавського національного педагогічного університету імені В.Г. Короленка. – Випуск 31. – Київ-Полтава, 2014 – С. 63-71.
- Tsebriy Iryna. "Westernization" of Egypt: problems of modern egyptian education / Iryna Tsebriy //  Education in Dubai. – 2015. – №3 (125 ) – Р .28-20. (0,5 др.арк.)
- Творець найкласичнішої стародавньої деспотії: штрихи до портрета Дарія І / І.В. Цебрій // Актуальні питання всесвітньої історії та методика їх викладання : Збірник наукових праць і повідомлень Дев′ятого Всеукраїнського науково-практичного семінару (26-27 березня 2015 року). – Полтава : ПНПУ імені В.Г. Короленка, 2015. С. – 29-37.
- Цебрій І. Значення музичного мистецтва й музичної освіти в житті суспільства Стародавнього Єгипту / І.В. Цебрій // Естетика і етика педагогічної взаємодії : Збірник наукових праць Інституту педагогічної освіти та освіти дорослих НАПН України. – 2014. − Вип. 8. – С. 65-74.
- Цебрій І. Основні напрями дослідження єгиптології в світлі міжнародних конференцій ХХІ століття / І.В. Цебрій //Історична пам′ять. – Випуск 32′2015. – С. 105-112.
- Цебрій І. Виховання і навчання в Єгипті за стародавніми легендами та дидактичною літературою середнього царства (2050-1700 рр. до н.е.) / І.В. Цебрій // Проблемы современного педагогического образования : Сб. статей: – Ялта РИО ГПА, 2015. – Вып. 47. – Ч. 3. – С. 214-220.
- Цебрій І. Виховання й навчання дітей Стародавнього Ірану на засадах Авести / І.В. Цебрій // Проблемы современного педагогического образования : Сб. статей: – Ялта РИО ГПА, 2015. – Вып. 47. – Ч. 4. – С. 162-168.
- Цебрій І. Поєднання зороастрійських традицій та ісламу в творчій спадщині Абулкасима Фірдоусі / І.В. Цебрій // Філософські обрії: науково-теоретичний журнал Інституту філософії імені Г.С. Сковороди НАН України та Полтавського національного педагогічного університету імені В.Г. Короленка. – Випуск 32. – Київ-Полтава, 2015 – С. 96-105.
- Цебрій І.В. Історія музики традиційного суспільства від неоліту до середини XVIII століття (нариси) : в 2 кн.; Книга 1. Історія стародавньої та середньовічної музики. Книга 2. Музика епохи Відродження та Просвітництва. ‒ І.В. Цебрій, М.О. Лебединська. – Полтава : ПНПУ імені В.Г. Короленка, 2016. ‒ 188 с.
- Опенько В.В., Цебрій І.В. Вокально-педагогічна школа Василя Івановича Опенька (1924-1991) : методичний посібник для студентів закладів мистецького спрямування. ‒ В.В. Опенько, І.В. Цебрій ‒ Полтава : “Формат+”, 2016. ‒ 52 с.  Цебрій І.В. Духовно-моральна парадигма в європейській педагогічній думці : навчально-методичний комплекс для аспірантів / І.В. Цебрій. – Полтава : ПНПУ, 2016 – 66 с.
- Iryna Tsebriy, Vladimir Openko.Christian apostle and historiography XX century //Journal for the Study of Religions and Ideologies. ‒ Vol 15. ‒  No 43’2. ‒ issue 43, Spring 2016. ‒ Р. 19-37.  Цебрій І.В., Опенько В.В. Концепція куртуазності як суспільно-культурного явища класичного Середньовіччя / І.В. Цебрій, В.В. Опенько // Філософські обрії. ‒ 2016. ‒ №35. ‒ С. 89‒97.  Цебрій І.В., Мелешко С.В. Філософія риссорджименто в творчості Джузеппе Верді / І.В. Цебрій, С.В. Мелешко // Філософські обрії. ‒ 2016. ‒ №36. ‒ С. 93‒100.
- Цебрій І.В. Навчання та виховання у Стародавній Бактрії в контексті сучасної педагогічної думки / І.В. Цебрій // Історія в рідній школі: науково-методичний журнал. ‒ 2016. ‒ №3 (175). ‒ С. 37‒39.  Цебрій І.В. Педагогіка Стародавнього Сходу: виховання дітей в отошкадах на засадах “Авести” / І.В. Цебрій // Історія в рідній школі: науково-методичний журнал. ‒ ‒ 2016. ‒ №10 (182). ‒ С. 26‒30.  Цебрій І.В. Роль міфології у формуванні світогляду майбутнього правителя Стародавнього Єгипту // Історія в рідній школі: науково-методичний  журнал. ‒ 2016. ‒ №6 (178). ‒ С. 24‒28.   Цебрій І.В. Значення сімейного виховання та школи в житті стародавніх єгиптян / І.В. Цебрій // Історія в рідній школі: науково-методичний журнал. ‒ 2016. ‒ №4 (176). ‒ С. 25‒29.
- Цебрій І.В., Опенько В.В. Образ середньовічного правителя Піренеїв у спадщині Рамона Менендеса Підаля / І.В. Цебрій, В.В. Опенько // Історична пам’ять. ‒ 2016 ‒ №34’35. ‒ С. 116‒124.

Полтава : ПНПУ, 2017. – 52 с.
- •	Опенько В.В., Цебрій І.В. Вокально-педагогічна школа Василя Івановича Опенька (1924-1991) : методичний посібник для студентів закладів мистецького спрямування. ‒В.В. Опенько, І.В. Цебрій ‒ К. : КНУКіМ, 2016. ‒ 58 с.
- Цебрій І.В., Лебединська М.О. Дослідження візантійських традицій виховання у релігійній обрядовості київської русі в зарубіжній історіографії / І.В. Цебрій, М.О. Лебединська // Педагогічні науки. ‒ 2017. ‒ № 66-67. ‒ С. 156‒161.
- Цебрій І.В. Зарубіжні інноваційні технології на заняттях з історії традиційного суспільства // Теорія та методика навчання суспільних дисциплін. ‒ Суми : СумДПУ, 2017. ‒ С. 81‒85.
- Цебрій І.В. Французька романика у розмаїтті мистецьких жанрів / І.В. Цебрій // Молодий вчений. ‒ №48.1. ‒ 2017. ‒ С. 77‒81.
- Цебрій І.В. Філософське підґрунтя роману Гаріет Бічер-Стоу «Хатина дядька Тома» та його втілення у кінематографі ХХ століття / І.В. Цебрій // Філософські обрії : Наук.-теорет. журн. / Ін-тфілософії імені Г.С. Сковороди, Полтав. нац. пед. у-нт імені В.Г. Короленка. ‒Вип. 38. ‒ С. 89‒98.
- Цебрій І.В., Ващенко Н.М. Наукова школа Олександра Мишуги (1853-1922) в контексті розвитку української вокальної педагогіки / І.В. Цебрій, Н.М. Ващенко. Монографія. ‒ LambertAcademic, 2017. ‒ 204 с.
- Цебрій І.В. Трагедія Гаїба Туами Фармана «Я прийшов вас знищити» та дійсні історичні факти / І.В. Цебрій //ГаїбТуамаФарман. Я прийшов вас знищити: трагедія на три дії; пер. з араб. М. Яценко, вст. ст. І. Цебрій. Полтава: Фомат+, 2018 с.
- Цебрій І.В. Значення драматичного театру у вихованні студентів-істориків / І.В. Цебрій // Античність і Середньовіччя в театральних образах. Частина 3.  пер. з араб. М. Яценко, авт.-укл. і вст. ст. І. Цебрій; ком. до драм. тв. І. Цебрій та О. Лук’яненка. Полтава: Фомат+, 2018. ‒ С. 4‒9.
- Цебрій І.В. Шляхи проникнення італійської вокальної школи в Україну та її вплив на виконавську манеру оперних співаків / І.В. Цебрій // Актуальні проблеми вокальної педагогіки та виконавства : [Зб. матер. ІІІ Міжнародної науково-практичної конференції]. ‒ К. : НМАУ імені П.І. Чайковського, 2018. ‒ С. 83-89.
- Античність і Середньовіччя в театральних образах. Частина 3.  пер. з араб. М. Яценко, авт.-укл. і вст. ст. І. Цебрій; ком. до драм. тв. І. Цебрій та О. Лук’яненка. Полтава: Фомат+, 2018. ‒ С. 4‒9.
- Цебрій І.В. Особливості розвитку італійської опери  XVII ‒ XVIII століття. Молодий вчений. №22 (54.2). 2018. С. 80-84.
- Цебрій І.В. Флорентійська «Камерата» в контексті надбань епохи Високого Відродження. Історична пам’ять 37’2017 С. 83‒88.
- Цебрій І.ВФілософські засади моделювання подій давньої історії в трагедії Г.Т. Фармана «Я прийшов вас знищити»/ І.В. Цебрій // Філософські обрії : науково-теоретичний журнал Інституту філософії імені Г.С. Сковороди НАН України та Полтавського національного педагогічного університету імені В.Г. Короленка. – Київ-Полтава, 2018. – Випуск 39. – С. 20-27.
- Цебрій І.В. Концепція куртуазності як суспільно-культурного явища класичного Середньовіччя. Філософські обрії: Наук.-теорет. журн. Ін-тфілософії імені Г.С. Сковороди, Полтав. нац. пед. у-нт імені В.Г. Короленка.  2016.  №35.  С. 89‒97.
- Цебрій І.В. Філософія риссорджименто в творчості Джузеппе Верді. Філософські обрії: Наук.-теорет. журн. Ін-тфілософії імені Г.С. Сковороди, Полтав. нац. пед. у-нт імені В.Г. Короленка.  2016.  №36.  С. 93‒100.
- Цебрій І.В. Образ середньовічного правителя Піренеїв у спадщині Рамона Менендеса Підаля. Історична пам’ять. 2016  №34’35. С. 116‒124.
- Цебрій І.В. Проблема життя і смерті в моральному вихованні майбутніх правителів стародавнього Єгипту. Педагогічні науки.  2016. № 63.  С. 125‒132.
- Цебрій І.В., Лебединська М.О. Дослідження візантійських традицій виховання у релігійній обрядовості київської русі в зарубіжній історіографії. Педагогічні науки. ‒ 2017. ‒ № 66-67. ‒ С. 156‒161.
- Цебрій І.В. Французька романика у розмаїтті мистецьких жанрів. Молодий вчений.  №48.1.  2017.  С. 77‒81
- Цебрій І.В. Філософське підґрунтя роману Гаріет Бічер-Стоу «Хатина дядька Тома» та його втілення у кінематографі ХХ століття Філософські обрії : Наук.-теорет. журн. Ін-тфілософії імені Г.С. Сковороди, Полтав. нац. пед. у-нт імені В.Г. Короленка. Вип. 38. С. 89‒98.
- Цебрій І.В. Трагедія ГаїбаТуами Фармана «Я прийшов вас знищити» та дійсні історичні факти. Філософські обрії : науково-теоретичний журнал Інституту філософії імені Г.С. Сковороди НАН України та Полтавського національного педагогічного університету імені В.Г. Короленка.  Київ-Полтава, 2018. –Випуск 39. –С. 20-27.
- Цебрій І.В. Особливості розвитку італійської опери  XVII ‒ XVIII століття. Особливості розвитку італійської опери  XVII ‒ XVIII століття. Молодий вчений. №22 (54.2). 2018. С. 80-84.
- Цебрій І.В. Флорентійська «Камерата» в контексті надбань епохи Високого Відродження. Історична пам’ять 37’2017 С. 83‒88.
- Цебрій І.В. Філософська образність режисерів театру «Глобус» (кінець XVI – початок XVII ст.). Філософські обрії : Наук.-теорет. журн. Ін-т філософії імені Г.С. Сковороди HAH України, Полтав. нац. пед. ун-т імені Вип. 41. К. ; Полтава, 2019.  С. 31-36.
- Цебрій І.В. Класичне мистецтво в інформаційну добу. Філософські обрії : Наук.-теорет. журн. Ін-т філософії імені Г.С. Сковороди HAH України, Полтав. нац. пед. ун-т імені В. Г. Короленка. Вип. 42.  К. ; Полтава, 2019.  С. 20203-209.
- Цебрій І.В. Програмність у клавесинній музиці XVIII століття: театр Франсуа Куперена. Етика та естетика педагогічної дії. Інститут педагогічної освіти та освіти дорослих НАПН України, Полтавський національний педагогічний університет імені В.Г. Короленка. Вип. 18. С. 54-60.
- Цебрій І.В. Цебрій І. Передісторія першої української драми: до 200-ліття Наталки Полтавки І. Котляревського. Історична пам’ять :Науковий журнал № 2 (39) 2019 С. 55-63
- Цебрій І.В. Трансформація античних образів і сюжету в оперній спадщині Г.Ф. Телемана, Л. Керубіні, Й.Гайдна та В. Моцарта. Молодий вчений.  2020. №12. С. 63-69.
- Цебрій І.В. Педагогічна школа Антоніо Сальєрі. Етика ти естетика педагогічної дії : зб. наук. пр. / Ін-т пед. освіти і освіти дорослих імені Івана Зязюна НАПН України, Полтав. нац. пед. ун-т імені В. Г. Короленка. 2021. Вип. 23. С. 110-117.
- Церій І.В. Мораль європейського суспільства ХХ століття в творах класиків світової літератури. Філософські обрії : Наук.-теорет. журн. Ін-т філософії імені Г.С. Сковороди HAH України, Полтав. нац. пед. ун-т імені В. Г. Короленка. Вип. 43.  К. ; Полтава, 2019. - С. 34-40.
- Цебрій І.В. Науково-популярне видання  «Митці минулих епох очима їхніх сучасників  (початок XVII ‒ середина ХІХ ст.)». Свідоцтво про реєстрацію авторського права на твір №91796. Автор: Цебрій І.В. Дата реєстрації: 21.08.2019.
- Науково-популярне видання «Античність і Середньовіччя в театральних образах: частина 3» Свідоцтво про реєстрацію авторського права на твір № 91797. Автор:Цебрій І.В. Дата реєстрації: 21.08.2019.2019. 84 с.2019. 84 с
- Цебрій І.В., Ващенко Н.М. Наукова школа Олександра Мишуги (1853 ‒ 1922): в контексті розвитку української вокальної педагогіки: монографія. LAMBERTacademik, 2017. 204 с.
- Цебрій І.В., Лебединська М.О. Візантійські традиції музичного виховання в освітній системі Київської Русі: монографія. Полтава : ПНПУ, видавництво «Формат+»., 2020. 202  с
- Цебрій І.В., Неля Назаренко. Духовне життя країн Західної Європи в епоху Середньовіччя та раннього Просвітництва: монографія. Старобільськ-Полтава, ЛНУ, видавництво «Формат+», 2021. 206 с.
- Церій І.В. Методика опрацювання історичних джерел : навчально-методичний посібник для магістрантів. Полтава : ПНПУ, 2017. – 52 с.
- Цебрцій Ірина. Етнокультурна регіоналістика в авторській концепції Самюєля Хантінгтона. Сучасні соціокультурні процеси: компетентісно-аксіологічний аспект: Збірник матеріалів ІІІ Всеукраїнської науково-практичної конференції (10–11 листопада 2021 р.). Полтава: ПНПУ імені В. Г. Короленка, 2021. С.218-221.

## Нагороди та відзнаки
- медаль Академії педагогічних наук України "Ушинський К. Д." (18.09.2014)
- Дипломант VII Всеукраїнських фестивалів духовної музики «Від Різдва до Різдва» (м. Дніпропетровськ, 2001) (як керівник ансамблю «Тисяча років музики»)
- Дипломант V ступеня Міжнародного конкурсу духовної музики «Магутны Божа» (м. Могилев, 2002 рік) (як керівник ансамблю «Тисяча років музики»)
- Дипломант VIII Всеукраїнських фестивалів духовної музики «Від Різдва до Різдва» (м. Дніпропетровськ, 2002) (як керівник ансамблю «Тисяча років музики»)
- Дипломант IX Всеукраїнських фестивалів духовної музики «Від Різдва до Різдва» (м. Дніпропетровськ, 2003) (як керівник ансамблю «Тисяча років музики»)
- Дипломант X Всеукраїнських фестивалів духовної музики «Від Різдва до Різдва» (м. Дніпропетровськ, 2004) (як керівник ансамблю «Тисяча років музики»)
- Лауреат другого ступеня ІІІ Міжнародного конкурсу католицької духовної музики «Catholicos musik» (м. Київ, 2005 рік) (як керівник ансамблю «Тисяча років музики»)
- Лауреатом XI Всеукраїнських фестивалів духовної музики «Від Різдва до Різдва» (м. Дніпропетровськ, 2005) (як керівник ансамблю «Тисяча років музики»)
- Лауреат третього ступеня Всеукраїнського фестивалю «Наддніпрянські піснеспіви» (м. Дніпропетровськ, 2007 рік) (як керівник ансамблю «Тисяча років музики»)
- Лауреат першого ступеня Міжнародного фестивалю-конкурсу «Життя-світло-любов» (Полтава-Мюнхен, 2012) (як керівник ансамблю «Тисяча років музики»)
- Лауреат другого ступеня Міжнародного конкурсу "Золота ліра - 2017" (м. Дніро) як керівник ансамблю «Тисяча років музики»)
- Лауреатом фестивалю «Небесні перевесла» (Полтава, 2013) (як керівник ансамблю «Тисяча років музики»).
- Диплом III ступеня за найкращу режисуру Міжнародного конкурсу «Мельпомена-2006» (Дніпропетровськ)[10] (як керівник театру «Фабула»).
- Полтавська обласна премія імені І. П. Котляревського у номінації «Слово»[11] (як керівник театру «Фабула»)
- Диплом ІІ ступеня за найкращу режисуру Всеукраїнського конкурсу театрального мистецтва «Слобожанська фантазія-2014» (Суми) (як керівник театру «Фабула»).
- Диплом ІІ ступеня за найкращу режисуру першого туру Всеукраїнського конкурсу театрального мистецтва «Рампа-2014» (Дніпропетровськ) (як керівник театру «Фабула»).
- Диплом "Гран-прі" Міжнародного конкурсу "Весняний марафон" (Дніпропетровськ - 2016) (як керівник театру «Фабула»).
- Диплом ІІ ступеня за найкращий акторський  ансамбль  Всеукраїнського конкурсу театрального мистецтва «Слобожанська фантазія-2016» (Суми) (як керівник театру «Фабула»).Новини Полтавщини → Культура [Архівовано 29 січня 2017 у Wayback Machine.], Полтавщина [Архівовано 29 січня 2017 у Wayback Machine.], Суспільство [Архівовано 29 січня 2017 у Wayback Machine.] http://np.pl.ua/2016/05/amatorskyj-teatr-z-poltavy-stav-laureatom-vseukrajinskoho-konkursu/Архів новин [Архівовано 11 лютого 2017 у Wayback Machine.] 06 Червня 2016 [Архівовано 11 лютого 2017 у Wayback Machine.]
- Диплом І ступеня за найкращий акторський колектив Всеукраїнського конкурсу театрального мистецтва "Театральні горизонти - 2016" (Київ) (як керівник театру «Фабула»).http://pnpu.edu.ua/ua/arhivnovun.php [Архівовано 31 січня 2017 у Wayback Machine.]?

Диплом І ступеня за найкращий акторський колектив Всеукраїнського конкурсу театрального мистецтва "Театральні горизонти - 2017" (Київ) (як керівник театру «Фабула»).'
- Диплом ІІІ ступеня за кращий акторський колектив Всеукраїнського онкурсу театрального мистецтва "Золота маска - 2017"  (Нетішин) (як керівник театру «Фабула»)
- Гран-прі Міжнародного конкурсу театрального мистецтва "Зорепад талантів" (2018, м. Дніпро), (як керівник театру «Фабула»)
- Диплом І ступеня Міжнародного конкурсу театрального мистецтва "Золотий пегас" (2018, м. Дніпро), (як керівник театру «Фабула»)

```
* 
Диплом І ступеня за кращий акторський колектив Всеукраїнського онкурсу театрального мистецтва "Золота маска - 2019"  (Нетішин) (як керівник театру «Фабула»)
```